# Vinny Testaverde
Vincent Frank "Vinny" Testaverde Sr. (nascido em 13 de novembro de 1963) é um ex-jogador de futebol Americano que jogava como quarterback e disputou 21 temporadas na NFL. Ele jogou futebol americano universitário na Universidade de Miami, onde ele ganhou o Troféu Heisman em 1986.
Testaverde foi selecionado pelo Tampa Bay Buccaneers como o primeiro lugar geral no Draft de 1987. Depois de sair como um agente livre, ele assinou com o Cleveland Browns e estava entre o pessoal transferido para o recém-criado Baltimore Ravens durante uma controversa mudança da equipe. Ele depois foi para o New York Jets, onde ele alcançou o seu maior sucesso. Nas últimas quatro temporada de sua carreira, ele jogou no Dallas Cowboys, nos Jets de novo, o New England Patriots e o Carolina Panthers por um ano.
A carreira profissional de Testaverde caracterizou-se principalmente por sua longevidade, durando 21 temporadas, jogando em sete equipes diferentes. No entanto, apesar de estar entre os 10 melhores na maioria das estatísticas de passes (6º em jardas, 7º em passes para touchdown, 6º em passes completos), Testaverde não foi um quarterback notável em termos de vitórias e permanece o jogador mais bem classificado em cada uma dessas categorias que não deve ser eleito para o Hall da Fama do Futebol Americano Profissional. Suas 123 derrotas como quarterback titular é um recorde da NFL e sua porcentagem de 42,3% de vitórias na temporada regular é a menor de qualquer quarterback com pelo menos 70 vitórias. Ele jogou em cinco jogos pós-temporada em sua carreira na NFL com uma campanha de 2–3.

## Primeiros anos
Testaverde nasceu em Brooklyn, Nova Iorque. Enquanto morava em Elmont, Long Island, Testaverde foi para a Sewanyka High School e se formou em 1981. Depois, foi para a Fork Union Military Academy em Virginia, para um ano de pós-graduação. Quando era adolescente, ele era um fã do New York Jets.

## Carreira na Universidade
Testaverde aceitou uma bolsa de estudos esportiva na Universidade de Miami, onde jogou pelo time de futebol americano Miami Hurricanes de 1983 a 1986. Como um veterano em 1986, ele foi uma escolha consensual para a Primeira-Equipe All-American e venceu o Heisman Trophy. Ele jogou no Fiesta Bowl de 1987 contra Penn State na Final do campeonato nacional de 1986, um jogo em que Miami foi fortemente favorecidos mas acabou perdendo por 14-10 depois que Testaverde teve cinco interceptações. 
Testaverde desempenhou um papel importante na história da Universidade de Miami como um dos principais programas de futebol americano universitário dos anos 1980 e 1990. Junto com Jim Kelly, Bernie Kosar, Steve Walsh, Gino Torretta, Craig Erickson e Ken Dorsey, Testaverde é considerado parte da dinastia dos quarterbacks da Universidade de Miami.
Ele foi introduzido no Hall da Fama da Universidade de Miami em 1998. Em 7 de maio de 2013, Testaverde também foi introduzido no Hall da Fama do College.

### Estatísticas da Universidade
Fonte:
| Ano    | Comp | Ten | Comp % | Passes | TD | INT |
| ------ | ---- | --- | ------ | ------ | -- | --- |
| 1982   | 5    | 12  | 41,7%  | 79     | 1  | 0   |
| 1984   | 17   | 34  | 50     | 184    | 0  | 1   |
| 1985   | 216  | 352 | 61,4%  | 3 238  | 21 | 15  |
| 1986   | 175  | 276 | 63,4%  | 2 557  | 26 | 9   |
| Career | 413  | 674 | 61,3%  | 6 058  | 48 | 25  |

## Carreira Profissional
Testaverde foi originalmente selecionado como a primeira escolha geral em 1987 e jogou durante os primeiros sete anos de sua carreira com no Tampa Bay Buccaneers. 
Depois de ser autorizado a sair como um agente livre, ele passou a maior parte do restante de sua carreira como quarterback viajando com diferentes times, sendo que o período mais longo foi de seis anos com o New York Jets de 1998 a 2003. 
Testaverde aposentou-se após o final da temporada de 2007, após uma carreira que durou impressionantes 21 temporadas. Testaverde durante a temporada regular como titular, teve 90 vitórias e 123 derrotas (com um empate). Ele levou sua equipe para a pós-temporada em três ocasiões, com um registro geral de 2-3.

### Tampa Bay Buccaneers
Testaverde foi a primeira escolha geral do Draft de 1987 pelo Tampa Bay Buccaneers. Em sua segunda temporada, Testaverde teve uma taxa de conclusão de 47,6% para 3.240 jardas, 13 touchdowns e 35 interceptações. 
Durante seu tempo no Tampa Bay Buccaneers, Testaverde recebeu insultos de fãs e personalidades da rádio por causa do seu daltonismo. Em 1988, uma estação de rádio em Tampa alugou um outdoor que mostrava Testaverde em frente a um fundo azul, o outdoor dizia: "Vinny acha que isso é laranja!". O alto número de erros fez com que sua inteligência fosse questionada.
Seus números continuaram a melhorar e na temporada de 1992, sua última no Tampa Bay Buccaneers, ele teve uma taxa de conclusão de 57,5% para 2.554 jardas, 14 touchdowns e 16 interceptações.

### Cleveland Browns/Baltimore Ravens
Testaverde assinou como um agente livre irrestrito com o Cleveland Browns em 1993. Depois de passar metade da temporada como reserva para Bernie Kosar, ele se tornou o titular depois de Kosar ser posto no banco pelo pelo técnico dos Browns, Bill Belichick. 
Testaverde passou três temporadas em Cleveland e, em 1994, liderou a equipe até os playoffs, onde venceu o jogo do Wild Card da AFC contra o New England Patriots, antes de ser derrotado pelo Pittsburgh Steelers. 
Depois de 1995, ele se mudou com a maior parte dos técnicos e a equipe dos Browns para o Baltimore e jogou duas temporadas com o recém-formado Baltimore Ravens. Testaverde fez sua primeira aparição no Pro Bowl em 1996.

### New York Jets
Em 1998, sua primeira temporada com o New York Jets, Testaverde teve 61,5% de seus passes completos com 29 touchdowns, sete interceptações e um rating de 101,6, indo pro Pro Bowl pela segunda vez.
Em um jogo de dezembro contra o Seattle Seahawks, Testaverde se envolveu em uma jogada que foi citada como um impulso para a adoção de um novo sistema de revisão de instantânea na próxima temporada da NFL. Com os Jets perdendo por 31-26 e vinte segundos restantes no jogo, Testaverde tentou marcar um touchdown, havia sido derrubado e a bola não estava do outro lado da linha do gol quando isso aconteceu, mas como o capacete de Testaverde havia cruzado a linha, o juiz Earnie Frantz marcou touchdown. Os Jets venceu o jogo por 32-31 e a derrota custou ao Seahawks uma vaga nos playoffs.
Apesar da controvérsia, a temporada de 1998 de Testaverde foi a sua melhor temporada na NFL. Os Jets venceu a AFC East pela primeira vez desde a fusão, na Final da AFC naquele ano, eles perderam para o eventual campeão do Super Bowl, o Denver Broncos.
No primeiro jogo da temporada de 1999, contra o New England Patriots, Testaverde sofreu uma rotura do tendão de Aquiles e não jogou o resto da temporada.
Em 2000, no entanto, Testaverde retornou para a posição de quarterback titular dos Jets. O destaque da temporada foi o jogo conhecido como "Monday Night Miracle" contra o Miami Dolphins em 23 de outubro de 2000, selecionado pelos fãs como o maior jogo da história do Monday Night Football. Naquele jogo, os Jets perdiam por 30-7, mas viraram o placar e venceram o jogo por 40 a 37 com cinco passes para touchdown de Testaverde.
Em 2001, Testaverde levou os Jets de volta aos playoffs, onde eles perderam na primeira rodada para o Oakland Raiders. Em 2002, ele foi substituído por Chad Pennington após um começo de temporada com uma campanha de 1-3. Em 2003, ele foi escolhido como reserva de Pennington, embora tenha sido titular nos primeiros seis jogos devido a uma lesão no pulso esquerdo de Pennington.

### Dallas Cowboys
Apesar de suas lesões, a performance de Testaverde com o Jets foi considerada boa. Um ano depois de Parcells ter se aposentado, ele foi retirado da sua aposentadoria por Jerry Jones, dono do Dallas Cowboys, e trouxe Testaverde para os Cowboys em 2004.
Testaverde foi inicialmente contratado para ser um mentor e apoio ao jovem quarterback dos Cowboys, Quincy Carter, mas depois de Carter ter sido abruptamente cortado pelos Cowboys por supostamente falhar em um teste de drogas, Testaverde recebeu o a titularidade. 
Enquanto muitos questionaram sua capacidade de continuar jogando na NFL, os esquemas de proteção e as jogadas permitiram que ele mostrasse seu braço, embora com resultados mistos. Ele foi capaz de jogar por uma quantidade significativa de jardas, mas liderou a liga em interceptações, sendo pego em 4% de seus passes. O Dallas terminou a temporada com uma campanha de 6-10 em 2004, empatado em último lugar na NFC East.
O contrato de um ano de Testaverde com os Cowboys expirou no início de 2005. Os Cowboys preferiram assinar com Drew Bledsoe para ser o seu quarterback titular, deixando Testaverde sem contrato. Parcells cita a presença de Testaverde em Dallas como tendo sido importante para o desenvolvimento de Tony Romo. 
Na época, seus 3.532 jardas de passes e 297 passes completos foram o terceira melhor marca de sua carreira e o terceiro lugar na história da franquia. Ele também empatou o recorde de franquia de 300 jardas em um jogo em uma temporada com três e se tornou o quinto quarterback na história da liga a passar por mais de 300 jardas aos quarenta anos de idade.

### New York Jets (Segunda Passagem)
Por causa das lesões de Chad Pennington e Jay Fiedler na temporada de 2005, o New York Jets assinou novamente com Testaverde em 27 de setembro de 2005. Testaverde foi nomeado quarterback titular dos Jets na semana 5 em um jogo em casa contra a sua primeira equipe, Tampa Bay Buccaneers.
Em 26 de dezembro, contra o New England Patriots no Monday Night Football, Testaverde estabeleceu um novo recorde da NFL para a mais temporadas consecutivas com pelo menos um passe para touchdown, 19. Esse passe também é notável como sendo o último passe de touchdown lançado no Monday Night Football enquanto ainda era transmitido pela ABC. O jogo também foi notável porque o quarterback dos Patriots era Doug Flutie, tornando este o primeiro jogo da história da NFL em que dois quarterbacks com mais de 40 anos completaram um passe (Testaverde tinha 42 anos, Flutie tinha 43).

### New England Patriots
Em 14 de novembro de 2006, o New England Patriots assinou com o Testaverde como reserva para o novato Tom Brady (o único outro quarterback do New England na época era Matt Cassel). Testaverde deu um passe para touchdown em 31 de dezembro de 2006 contra o Tennessee Titans, dando-lhe pelo menos um passe para touchdown em 20 temporadas, estendendo seu recorde na NFL. Os Patriots derrotaram os Jets, a antiga equipe de Testaverde, na primeira rodada dos playoffs, e Testaverde fez os últimos dois snaps para acabar o relógio.
Em 29 de maio de 2007, Testaverde declarou seu interesse em retornar aos Patriots para a temporada de 2007 da NFL e em 13 de julho de 2007 confirmou isso com a Sporting News Radio. Ele assinou oficialmente um contrato de um ano no valor de US $ 825.000 em 18 de agosto de 2007, mas foi dispensado em 1 de setembro de 2007.

### Carolina Panthers

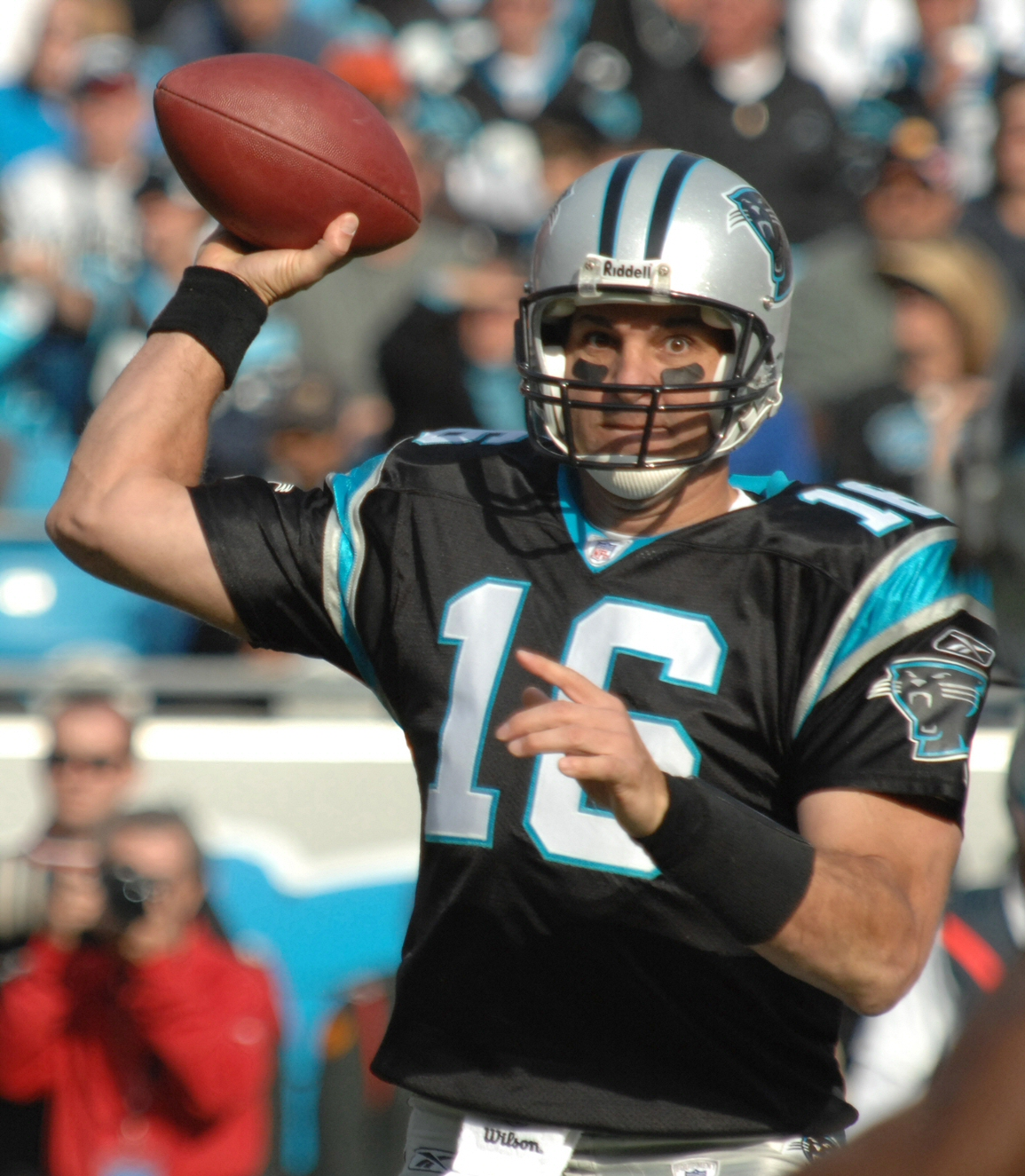
Testaverde no Carolina Panthers em 2007

Com Jake Delhomme fora da temporada de 2007 devido a uma lesão no cotovelo e David Carr com dores nas costas, os Panthers assinaram com Testaverde em 10 de outubro de 2007. Testaverde, vestindo a camisa número 16, foi titular em seu primeiro jogo com a equipe em 14 de outubro de 2007 contra o Arizona Cardinals. Nesse jogo, ele teve um passe para touchdown de 65 jardas, estendendo seu recorde de NFL para 21 temporadas consecutivas com um passe para touchdown. Depois de levar os Panthers a uma vitória por 25-10, o jogador de 43 anos tornou-se o mais antigo quarterback titular a vencer um jogo na história da NFL, e o terceiro mais velho a iniciar um. Ele também teve passes para touchdown para 71 jogadores diferentes, um recorde compartilhado com Tom Brady.
No domingo, 28 de outubro, o técnico John Fox nomeou Testaverde como o quarterback titular contra o Indianapolis Colts. Nesse jogo, Testaverde deixou o campo com uma lesão no tendão de Aquiles e foi substituído pelo ex-quarterback do Houston Texans, David Carr. Em última análise, os Panthers perderam por 31-7. Relatórios disseram que Testaverde estaria fora por pelo menos uma semana.
Em 18 de novembro de 2007, Testaverde e os Panthers jogaram no Lambeau Field contra Brett Favre e o Green Bay Packers na semana 11. Com Testaverde aos 44 anos de idade e Favre aos 38 anos de idade, este foi o mais antigo duelo de quarterback em qualquer jogo da história da NFL. O "Bowl Senior", como foi apelidado na mídia, foi vencido pelos Packers de Favre por 31-17.
Em 2 de dezembro de 2007, Testaverde tornou-se o segundo quarterback mais antigo da história da NFL aos 44 anos e 19 dias de idade. Ele teve dois passes para touchdown contra o San Francisco 49ers, quebrando seu próprio recorde para o mais velho jogador a ganhar um jogo da NFL. Durante este jogo, Testaverde e Dante Rosario se tornaram o dueto passer / receiver com a maior diferença de idade entre eles (20 anos, 346 dias) para se conectar para um touchdown.
Testaverde anunciou seus planos de aposentadoria em 29 de dezembro de 2007, que entrariam em vigor após o último jogo da temporada contra o Tampa Bay Buccaneers em 30 de dezembro.
No início de 2008, ele se aposentou oficialmente do futebol profissional. Ele, portanto, tornou-se elegível para entrar no Hall da Fama do Pro Football em 2013.

### Legado
Testaverde detém vários recordes da NFL relacionados à sua longevidade na liga, incluindo o recorde de ser o único jogador que teve passes para touchdown em 21 temporadas. Além disso, ele detém o segundo de maior percentual de conclusão em um único jogo durante a temporada regular (pelo menos 20 tentativas) com 91,3% (21/23), em 1993 contra o Los Angeles Rams (Kurt Warner é o primeiro, com 24/26 para 92,3%).

## Prêmios
- 2× Pro Bowl (1996, 1998)
- PFW All-AFC (1998)
- 2× Líder de Passes para Touchdown da AFC (1996, 1998)
- Líder de Rating de Passe para AFC (1998)
- 4× Jogador Ofensivo da Semana da AFC (Semana 17, 1993, Semana 9, 1996, Semana 7, 1998, Semana 15, 2001)
- 2× Jogador Ofensivo da Semana da NFC (Semana 1, 1989, Semana 2, 1992)
- Líder de todos os tempos do Tampa Bay Buccaneers em tentativas de passes, jardas passadas e interceptações

## Estatísticas da Carreira
|      |                      | Passes | Passes | Passes | Passes | Passes | Passes  | Passes | Passes |     | Correndo | Correndo | Correndo |
| Ano  | Time                 | JD     | Rating | Comp   | Ten    | Pct    | Jardas  | TD     | INT    | Ten | Jardas   | TD       |          |
| ---- | -------------------- | ------ | ------ | ------ | ------ | ------ | ------- | ------ | ------ | --- | -------- | -------- | -------- |
| 1987 | Tampa Bay Buccaneers | 6      | 60,2   | 71     | 165    | 43%    | 1 081   | 5      | 6      | 13  | 50       | 1        |          |
| 1988 | Tampa Bay Buccaneers | 15     | 48,8   | 222    | 466    | 47,6%  | 3 240   | 15     | 35     | 28  | 138      | 1        |          |
| 1989 | Tampa Bay Buccaneers | 14     | 68,9   | 258    | 480    | 53,8%  | 3 133   | 20     | 22     | 25  | 139      | 0        |          |
| 1990 | Tampa Bay Buccaneers | 14     | 75,6   | 203    | 365    | 55,6%  | 2 818   | 17     | 18     | 38  | 280      | 1        |          |
| 1991 | Tampa Bay Buccaneers | 13     | 59,0   | 166    | 326    | 50,9%  | 1 994   | 8      | 15     | 32  | 101      | 0        |          |
| 1992 | Tampa Bay Buccaneers | 14     | 74,2   | 206    | 358    | 57,5%  | 2 554   | 14     | 16     | 36  | 197      | 2        |          |
| 1993 | Cleveland Browns     | 10     | 85,7   | 130    | 230    | 56,5%  | 1 797   | 14     | 9      | 18  | 74       | 0        |          |
| 1994 | Cleveland Browns     | 14     | 70,7   | 207    | 376    | 55,1%  | 2 575   | 16     | 18     | 21  | 37       | 2        |          |
| 1995 | Cleveland Browns     | 13     | 87,8   | 241    | 392    | 61,5%  | 2 883   | 17     | 10     | 18  | 62       | 2        |          |
| 1996 | Baltimore Ravens*    | 16     | 88,7   | 325    | 549    | 59,2%  | 4 177   | 33     | 19     | 34  | 188      | 2        |          |
| 1997 | Baltimore Ravens     | 13     | 75,9   | 271    | 470    | 57,7%  | 2 971   | 18     | 15     | 34  | 138      | 0        |          |
| 1998 | New York Jets        | 14     | 101,6  | 259    | 421    | 61,5%  | 3 256   | 29     | 7      | 24  | 104      | 1        |          |
| 1999 | New York Jets        | 1      | 78,8   | 10     | 15     | 66,7%  | 96      | 1      | 1      | 0   | 0        | 0        |          |
| 2000 | New York Jets        | 16     | 69,0   | 328    | 590    | 55,6%  | 3 732   | 21     | 25     | 25  | 32       | 0        |          |
| 2001 | New York Jets        | 16     | 75,3   | 260    | 441    | 59%    | 2 752   | 15     | 14     | 31  | 25       | 0        |          |
| 2002 | New York Jets        | 5      | 78,3   | 54     | 83     | 65,1%  | 499     | 3      | 3      | 2   | 23       | 0        |          |
| 2003 | New York Jets        | 7      | 90,6   | 123    | 198    | 62,1%  | 1 385   | 7      | 2      | 6   | 17       | 0        |          |
| 2004 | Dallas Cowboys       | 16     | 76,4   | 297    | 495    | 60%    | 3 532   | 17     | 20     | 21  | 38       | 1        |          |
| 2005 | New York Jets        | 6      | 59,4   | 60     | 106    | 56,6%  | 777     | 1      | 6      | 7   | 4        | 2        |          |
| 2006 | New England Patriots | 3      | 137,5  | 2      | 3      | 66,7%  | 29      | 1      | 0      | 7   | -7       | 0        |          |
| 2007 | Carolina Panthers    | 7      | 65,8   | 94     | 172    | 54,7%  | 952     | 5      | 6      | 9   | 22       | 0        |          |
|      | Total                | 233    | 75,0   | 3 787  | 6 701  | 56,5%  | 46 233∮ | 275    | 267    | 430 | 1 661    | 15       |          |

- * Em 1995, o Cleveland Browns foi para Baltimore e foi renomeado para Baltimore Ravens.

## Recordes

### Recordes da NFL
- Mais temporadas com pelo menos um passe para touchdown: 21
- Jogador mais velho a ganhar um jogo da NFL (44 anos em 2007)
- Mais derrotas como um QB titular (123)

### Recordes do Tampa Bay Buccaneers
- Mais jardas passadas da carreira (14,820)[14]
- Mais passes tentados na carreira (2,160)
- Mais vezes sacado (197)

### Recordes do Baltimore Ravens
- Mais touchdowns em uma temporada: 33 (1996)[15]

### Recordes do New York Jets
- Mais viradas no 4th quarto em uma temporada: 5 (2001)[16]
- Mais jogadas para ganhar o jogo em uma temporada: 5 (2001)

## Vida Pessoal
Testaverde é atualmente o treinador Quarterbacks na Escola Secundária Jesuit de Tampa, onde seu filho Vincent, Jr. estudou.
Ele e sua esposa, Mitzi, têm duas filhas e um filho, Vincent, Jr. Eles residem em Tampa, Flórida. 